# Trolejbusy w Tulonie
Trolejbusy w Tulonie − zlikwidowany system komunikacji trolejbusowej we francuskim mieście Tulon, działający w latach 1949−1973.

## Historia
Komunikacją trolejbusową w Tulonie planowano zastąpić tramwaje z powodu nadmiernego wyeksploatowania. Pierwszą linię trolejbusową uruchomiono 5 maja 1949 na trasie Mitre −  place de la Liberté. 24 lipca linię wydłużono do Petit Bois, a w 1953 do dworca kolejowego. W 1953 trolejbusy uruchomiono na dawnych liniach tramwajowych nr 7 i 9, a we wrześniu 1954 trolejbusy uruchomiono na linii tramwajowej nr 1. Z powodu budowy nowej drogi w 1964 zlikwidowano linie 7 i 9. W 1972 zlikwidowano linię nr 1. Ostatnie trolejbusy zlikwidowano 20 lutego 1973.

## Tabor
Początkowo w mieście było 5 trolejbusów VCR i 5 trolejbusów VBBh. W latach 50. XX w. zakupiono trolejbusy VBRh, dwa trolejbusy MGT-Oerlikon, cztery trolejbusy CS60, dwa trolejbusy VCR z Bordeaux, 6 trolejbusów Chausson VBC oraz trolejbusy Berliet ELR.